# ジャックコーポレーション
株式会社ジャックコーポレーションは、大阪府大阪市に本社を置くジーンズやカジュアルファッションを販売する衣料品チェーンストアである。
1975年4月に石川県金沢市で設立されたが、2014年3月付でコイズミクロージングの完全子会社となった。

## 概要
北陸・東海・関西地方を中心に衣料販売店「JACK」を展開している。JACKの他にも、自然体でいられる服を揃えたレディスコンセプトショップ「natural garage」がある。

## 出店している地域最新の情報や詳細は、公式サイトのSHOP LISTページを参照。
- 石川県 - 8店舗（金沢市、白山市、加賀市、津幡町、羽咋市、野々市市）
- 富山県 - 3店舗（富山市、射水市）
- 福井県 - 6店舗（福井市、鯖江市、敦賀市、小浜市、越前市、坂井市）
- 岐阜県 - 4店舗（土岐市、関市、中津川市、可児市）
- 静岡県 - 3店舗（静岡市）
- 愛知県 - 5店舗（名古屋市、小牧市、半田市、津島市、大口町）
- 滋賀県 - 1店舗（守山市）
- 京都府 - 1店舗（京都市）
- 大阪府 - 2店舗（茨木市、門真市）
- 兵庫県 - 2店舗（神戸市、猪名川町）
- 山口県 - 1店舗（山口市）
- 徳島県 - 1店舗（徳島市）
- 熊本県 - 2店舗（嘉島町）

※2022年3月現在